# 국방문화재연구원
국방문화재연구원은 문화유산(유․무형문화재) 및 문화재의 지표․발굴조사, 연구․보호․관리 및 그 활용을 통하여 민족문화를 선양하고 문화 발전에 기여함을 목적으로 2009년 4월 30일 설립된 문화체육관광부 소관의 재단법인이다. 사무실은 서울시 중랑구 신내역로3길 40-36, 신내데시앙플렉스 A동 605~608호에 있다.

## 주요 사업
- 문화유산에 대한 지표, 시굴․발굴조사 및 학술 보고서 발간
- 문화유산에 대한 조사·연구 및 학술 연구서 발간
- 문화유산의 보존과 복원 및 활용방안에 대한 연구
- 문화유산 관련 전문인력 양성․교육사업
- 문화유산 관련 학술행사 지원 사업
- 문화유산 관련 전문학회 및 학술지발간 지원 사업
- 문화유산 관련 연구자 지원 사업
- 문화유산의 보호·보존운동과 그 관련사업
- 문화유산 관련 사회교육사업
- 연구실, 수장고, 전시실, 학술세미나 실, 자료실, 보존처리실 등 연구원 확장 및 목적사업을 위한 청사 건립
- 기타 법인의 목적 달성에 필요한 사업